# Katy Lied
Albums de Steely Dan
Pretzel Logic
(1974) The Royal Scam
(1976)
Katy Lied est le quatrième album du groupe de rock américain Steely Dan. 
Sorti en 1975, il est le premier de la seconde période du groupe (1975-1980), pendant laquelle Steely Dan, réduit au duo d'auteurs-compositeurs Donald Fagen (chant, claviers) et Walter Becker (basse, guitare), utilise des dizaines de musiciens de studio au gré de ses différents besoins sur les titres de l'album. 

## Liste des titres
1. Black Friday – 3:33
2. Bad Sneakers (en) – 3:16
3. Rose Darling – 2:59
4. Daddy Don't Live in That New York City No More – 3:12
5. Doctor Wu – 3:59
6. Everyone's Gone to the Movies – 3:41
7. Your Gold Teeth II – 4:12
8. Chain Lightning – 2:57
9. Any World (That I'm Welcome To) – 3:56
10. Throw Back the Little Ones – 3:11

## Musiciens
- Donald Fagen - chant, claviers
- Walter Becker - guitare, basse

Musiciens invités : 
- Larry Carlton, Rick Derringer, Hugh McCracken, Denny Dias, Dean Parks, Elliott Randall - guitare
- Chuck Rainey, Wilton Felder - basse
- David Paich, Michael Omartian - claviers
- Jeff Porcaro, Hal Blaine - batterie
- Victor Feldman - percussions
- Michael McDonald - Chœurs
- Sherlie Matthews, Myrna Matthews, Carolyn Willis - chœurs sur "Everyone's Gone to the Movies"